# Caroline Carpentier
Pour les articles homonymes, voir Carpentier.
Cet article possède un paronyme, voir Caroline Parmentier.
Caroline Carpentiier est une nageuse française née le 9 septembre 1958.
Elle est membre de l'équipe de France aux Jeux olympiques d'été de 1976 où elle prend part au relais 4x100 mètres nage libre, qui termine sixième de sa finale.
Elle a été championne de France de natation sur 200 mètres 4 nages à l'été 1974, à l'été 1976 et à l'hiver 1977, et sur 400 mètres 4 nages à l'été 1974.
Pendant sa carrière, elle a évolué au Lille Université Club.